# Maciej Łasicki

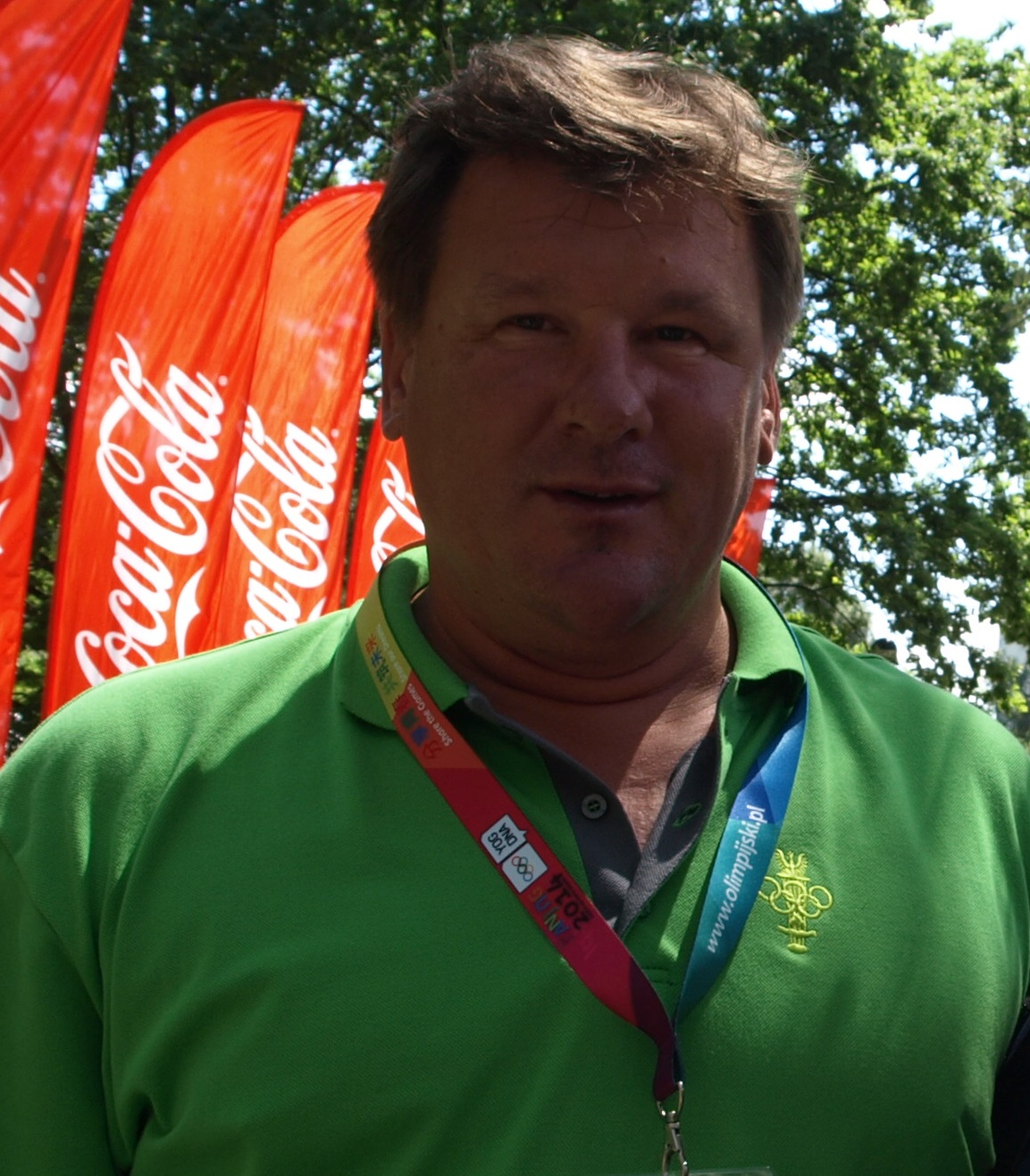
Maciej Łasicki (2014)

Maciej Piotr Łasicki (* 12. Oktober 1965 in Danzig) ist ein ehemaliger polnischer Ruderer. Er gewann 1992 die olympische Bronzemedaille im Vierer mit Steuermann.

## Karriere
1991 bildete sich ein polnischer Vierer mit Steuermann in der Besetzung Wojciech Jankowski, Maciej Łasicki, Jacek Streich, Tomasz Tomiak und Michał Cieślak. Bei den Weltmeisterschaften 1991 in Wien siegte der deutsche Vierer vor den Rumänen und dem polnischen Boot, das im Ziel 0,2 Sekunden Vorsprung vor den viertplatzierten Briten hatte. Ein Jahr später bei den Olympischen Spielen in Barcelona ruderte der polnische Vierer mit Steuermann in der gleichen Besetzung wie im Vorjahr. Im olympischen Finale gewannen die Rumänen vor den Deutschen und den Polen, die diesmal fast drei Sekunden Vorsprung vor dem viertplatzierten Boot aus den Vereinigten Staaten hatten.
1993 trat Łasicki bei den Weltmeisterschaften in Račice u Štětí in zwei Bootsklassen an. Jankowski, Łasicki, Streich und Tomiak gewannen hinter dem französischen Boot die Silbermedaille im Vierer ohne Steuermann. Die vier Ruderer waren auch Mitglieder des polnischen Achters, der den siebten Platz belegte. 1994 belegten Jankowski, Łasicki, Streich und Tomiak noch einmal den fünften Platz bei den Weltmeisterschaften in Indianapolis. 1995 wurde Tomiak im polnischen Vierer durch Piotr Basta ersetzt. Bei den Weltmeisterschaften 1995 in Tampere gewann das Boot die Bronzemedaille hinter den Italienern und Briten. Bei den Weltmeisterschaften 1997 belegte Łasicki mit dem Vierer ohne Steuermann den achten Platz.
Der 1,92 m große Maciej Łasicki ruderte für den Verein AZS-AWFiS Gdańsk.